# Balkanura jugoslawica
Balkanura jugoslawica is een springstaartensoort uit de familie van de Neanuridae. De wetenschappelijke naam van de soort is voor het eerst geldig gepubliceerd in 1974 door Palissa & Zivadinovic.